# 廠前車站
23°17′57″N 120°18′48″E / 23.29929°N 120.31346°E
廠前車站是臺灣糖鐵布袋線與學甲線的車站之一，位於今臺南市新營區，位在橫跨鐵路的調配室之下。

## 車站構造
- 單式月臺1面1線的地上車站（廢止時）。

## 車站周邊
- 南光高中

## 沿革
- 1919年11月14日 - 以工場前駅（こうじょうまえ）之名開始營運。
- 二次大戰後 - 改稱中文的「廠前車站」。
- 1974年 - 為改善因平交道長期阻斷問題，將南信號所、廠前兩站統合成調配室的新站房竣工。
- 1979年 - 停止搭載旅客。
- 2005年1月1日 - 因臺糖組織變更，本站併入中興車站管理，下屬果毅後旗站、八老爺車站、大內旗站等一併改隸。

## 現況
- 車站站房、月臺仍存。八翁線觀光列車通過此站不停靠。